# أرجوحة

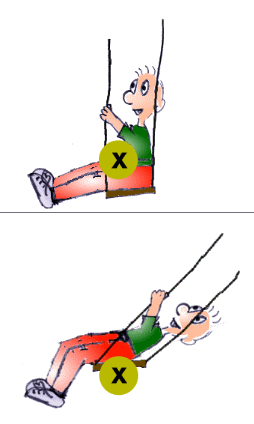
الأرجوحة

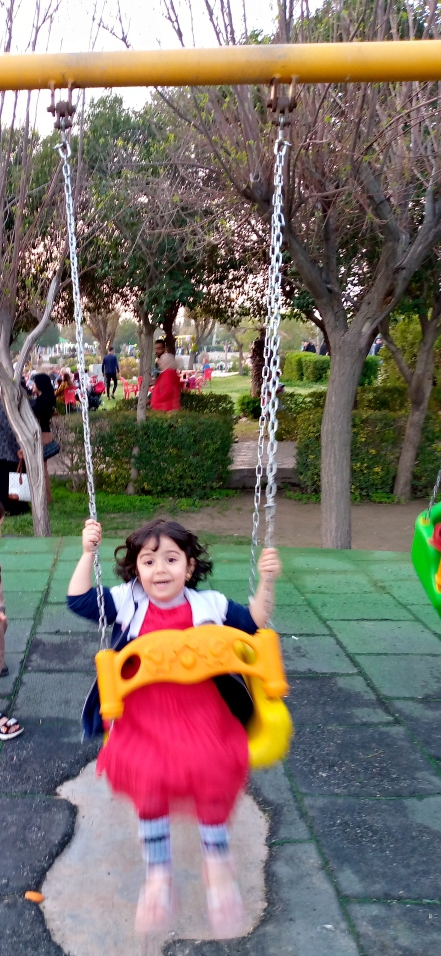

الأرجوحة (ج أراجيح) - في العامية المصرية المرجيحة (ج مراجيح) - ويقال أيضاً المرجوحة وغير ذلك، هي لعبة يعشقها معظم الأطفال في جميع أنحاء العالم واللعبة ببساطة تكون بالجلوس على كرسي من جلد أو خشب أو مطاط أو بلاستيك معلق من طرفيه بحبلين، يتأرجح بحرية ذهاباً وإياباً . يُدفع الطفل الجالس على الكرسي بقوة في الهواء فيشعر ببهجة وفرح كبيرين حيث يخيل له أنه يطير في السماء وهو يرى منظر الأشياء كأنها تصعد وتهبط أمامه فتجعله يحلق بعيدا بأحلامه البسيطة. وللأرجوحة أصل من أسطورة رومانية تقول: أن المعبود الروماني (باكشيس) «إله الخمر والنبيذ» غضب في إحدى سنوات الجدب على مزارعي العنب (الكرم) بسبب تقصيرهم لإنتاج العنب في ذلك العام وأمرهم بأن يقوموا بألعاب بهلوانية صعبة تعرض حياتهم للخطر . وبهذه الطريقة يكفرون عن ذنوبهم ومن ثم يرضى عن من يشاء منهم ويرزقهم بالمحصول الوفير مرة أخرى . وكان من ضمن تلك الألعاب لعبة عبارة عن التأرجح الفردي أو الجماعي مع الحركات البهلوانية على حبل معلق بين شجرتين عاليتين. وبعد ذلك اتخذت الأرجوحة رمزاً روحانيا ودينياً مقدسا يعمل في الأعياد والمناسبات ولا يقوم بها إلا أناس ذووا خبرة عالية ومراس شديد. ثم انتشرت اللعبة في جميع أوروبا في عروض السيرك المثيرة. أما اليوم فقد ذاع صيتها بين الناس والأطفال خصوصا فلا تكاد تخلو منها الحدائق العامة والملاهي والبيوت، وحتى رياض الأطفال والمدارس، بل حتى في محطات القطار في بعض البلدان . وذلك للهو واللعب والمرح وتمضية الوقت مع الأصدقاء والأحباب في جميع المناسبات.
تطورت تلك اللعبة البسيطة إلى الأفعوانية البالغة الارتفاع والكبر، والتي نجدها في كثير من مدن الملاهي في البلاد المختلفة، وعلى الأخص في أوروبا وأمريكا الشمالية حيث تحتاج إلى تقنية عالية تراعي متطلبات الجودة والأمان حتى لا تحدث إصابات، ويركبها الكبار والصغار.